# Semanotus amethystinus
Semanotus amethystinus là một loài bọ cánh cứng trong họ Cerambycidae.